# Rumyana Neykova
Rumyana Neykova, (bulgare : Румяна Нейкова), née le 6 avril 1973 à Sofia, est une rameuse bulgare. Elle est championne olympique de skiff.

## Biographie
Ayant commencé l'aviron au CSKA Sofia, elle occupe dans ses premières années un rôle de rameuse dans des bateaux composées de deux ou quatre rameuses. Durant ces années, elle participe aux jeux de Barcelone et d'Atlanta. Elle décide ensuite de s'orienter vers le skiff, où elle obtient ses premiers résultats probants avec une médaille mondiale en 1999. 
Lors des Jeux olympiques de 2000 à Sydney, elle est battue par la Biélorusse Ekaterina Karsten, les deux rameuses étant départagées grâce à la photo finish.
Elle fait une pause durant l'année suivante afin de mettre au monde un garçon prénommé Emil. 
Revenue à la compétition, elle remporte deux titres mondiaux en 2002 et 2003. 
Lors des Jeux olympiques de 2004 à Athènes, elle est de nouveau sur le podium, terminant à la troisième place derrière l'Allemande Katrin Rutschow-Stomporowski et toujours Karsten, qui remporte la médaille d'argent après ses titres de 1996 et 2000.
C'est finalement lors de ses cinquièmes Jeux qu'elle réussit à conquérir un titre olympique, toujours dans la catégorie du skiff. Elle bat l'Américaine Michelle Guerette et son éternelle rivale Biélorusse Karsten.

## Palmarès

### Jeux olympiques d'été
- 2008 à Pékin,  Chine
  -  Médaille d'or du skiff
- 2004 à Athènes,  Grèce
  -  Médaille de bronze du skiff
- 2000 à Sydney,  Australie
  -  Médaille d'argent du skiff
- 1996 à Atlanta,  États-Unis
  - 8e du skiff
- 1992 à Barcelone,  Espagne
  - 9e en quatre

### Championnats du monde
- 2009 à Poznań,  Pologne
  -  Médaille de bronze en Deux de couple
- 2007 à Munich,  Allemagne
  -  Médaille d'argent en skiff
- 2005 à Gifu,  Japon
  -  Médaille d'argent du deux de couple, avec Miglena Markova.
- 2003 à Milan,  Italie
  -  Médaille d'or en skiff
- 2002 à Séville,  Espagne
  -  Médaille d'or en skiff
- 1999 au Canada
  -  Médaille de bronze en skiff

### Championnats d'Europe
- 2007 à Poznań,  Pologne
- Médaille d'or en skiff

### Compétition de jeunes
- Médaille d'or des championnats du monde junior 1990
- Médaille d'argent des championnats du monde junior 1989

## distinction personnelle
- Sportive bulgare de l'année 2002
- Élue rameuse de l'année 2002 par la Fédération internationale d'Aviron (FISU)